# Радош Бајић
Радош Бајић (Медвеђа код Трстеника, 24. септембар 1953) српски је глумац, сценариста и редитељ.

## Биографија
Радош је рођен 24. септембра 1953. године у селу Медвеђа код Трстеника од оца Милоша и мајке Вере. Основну школу је завршио у свом родном селу, а средњу музичку школу у Нишу. Дипломирао је на Факултету драмских уметности 1976. године у класи професорке Огњенке Милићевић.
Своју професионалну каријеру је започео још као студент улогом Недељка Чабриновића у режији Вељка Булајића 1975. године. Одмах по завршетку школовања Бајић бива позван у ангажман готово свих београдских позоришта: у Југословенском драмском позоришту на позив професора Мирослава Беловића са великим успехом играо је Лауру у представи „Дундо Мароје”, у Народном позоришту Зрикавицу у „Црвеном шалу” Антонија Исаковића, у Позоришту „Атеље 212” улогу Ненада у драми „Дуел”, чији је и аутор, са Јованом Милићевићем.
На самом почетку каријере, пише своје прво ауторско дело — монодраму Лед, коју игра преко 1000 пута по селима и градовима Србије и Југославије и са којом постиже огроман успех. Захваљујући својим театарским, лексичко-дијалекатским вредностима, као и књижевним квалитетима — ЛЕД је уврштен у антологију српске монодраме. 
Међутим, након одличних критика које је добио за своје прве улоге на филму, а посебно након изванредних реакција публике — опредељује се да своју каријеру примарно настави на филму и телевизији. Од почетка своје богате каријере филмско-телевизијског глумца остварио је преко 100 улога на филму и на телевизији. Сарађивао је са најзначајнијим филмским и телевизијским редитељима као што су: Вељко Булајић, Живојин Павловић, Живко Николић, Хајрудин Крвавац, Александар Ђорђевић, Здравко Шотра, Драгослав Лазић, Славољуб Стефановић Раваси и други. Остварио је изванредне улоге у филмовима, ТВ драмама и серијама.
Бајићу је велику популарност донео далеке 1976 године лик Недељка Чабриновића у филму "Атентат у Сарајеву", затим ликови Анђелка у култном филму "Бештије" Живка Николића, затим улога младог пилота Далибора у филму у тв серији "Партизанска ескадрила" Хајуридина Крвавца. Прославио се улогом Секуле којег је глумио у филмовима „Секула и његове жене” (1986) „Секула се опет жени” (1991) и „Трећа срећа” (1995). године са тематиком шумадијског села, у режији Драгослава Лазића. Посебан део у каријери Бајића представља сарадња са чувеним редитељем Живојином Павловићем са којим је снимио филмове "На путу за Катангу" и "Дезертер", у којима је поред сјајних драмских улога(рудар Јова и мајор Вељачић)био и продуцент и сценариста. 
Крајем 2007. је на локацијама у свом родном месту и околини снимио ТВ серију, чији је сценариста и редитељ „Село гори, а баба се чешља” која има сличну тематику. Серија "Село гори" је постигла највећу могућу гледаност на медијском простору Србије и екс Југославије са појединачним sherom једне епизоде од 72,6% и рејтингом од 40,5 поена. Његова серија "Равна Гора" са рејтингом 26 поена - такође је била најгледанији телевизијски програм у 2013/14 години када је приказивана на РТСу. Тв серија "Пси лају ветар носи" у првој епизоди остварила је рејтинг 21 поен и sher од 48% што је убедљиво најгледанији садржај на медијској сцени Србије у 2017 години.
Поред глумачког опуса успешну и богату професионалну каријеру Радоша Бајића обележавају и осведочени ауторски, сценаристички и продуцентски резултати. Почев од монодраме ЛЕД па до ТВ серије СЕЛО ГОРИ А БАБА СЕ ЧЕШЉА, он је аутор, то јест сценариста следећих уметничких дела:
- 2026. Чувар иконе светог Ђорђа - филм и ТВ серија у припреми  - КОНТРАСТ СТУДИОС
- 2024. Ваздушни мост - мини серија у 6 епизода  - КОНТРАСТ СТУДИОС
- 2023. Хероји Халијарда - играни филм  - КОНТРАСТ СТУДИОС
- 2017-2019. Шифра Деспот - ТВ серија од 55 епизода ТВ ПИНК - КОНТРАСТ СТУДИОС
- 2017-2019. Пси лају ветар носи - ТВ серија од 22 епизода РТС
- 2015. Браћа по бабине линије - играни филм - КОНТРАСТ СТУДИОС
- 2014. За краља и отаџбину - играни филм - КОНТРАСТ СТУДИОС
- 2013. Равна Гора — ТВ серија од 10 епизода - РТС-КОНТРАСТ СТУДИОС
- 2011. Лед — играни филм - КОНТРАСТ СТУДИОС
- 2012. Лед - мини серијал од три дела -РТС - КОНТРАСТ СТУДИОС
- 2007—2016. Село гори, а баба се чешља — ТВ серија од 101 епизоде РТС - КОНТРАСТ СТУДИОС
- 2009. Село гори... и тако — играни филм КОНТРАСТ СТУДИОС
- 2009: Награда Браћа Карић
- 1995. Трећа срећа — играни филм КВИТ ПОДИЈУМ
- 1991. Секула се опет жени — играни филм
- 1989. Траговима косовских јунака — драмска хроника КВИТ ПОДИЈУМ
- 1987. На путу за Катангу — играни филм
- 1985. Божић у Шумадији — документарно играни филм РТС
- 1985. Ој Мораво — ТВ серијал РТС
- 1984. Откос — ТВ серијал РТС
- 1982. Лед — ТВ драма РТС

Значајан допринос афирмацији наших културних вредности Бајић је дао и као издавач, за шта је три године награђиван на Сајму књига за ИЗДАВАЧКИ ПОДУХВАТ ГОДИНЕ и то за објављивање:
- Изабраних дела ДИВЉИ ВЕТАР Живојина Павловића у 10 томова
- Изабраних дела СРЦЕ МЕ ЈЕ ОТКУЦАЛО Милована Витезовића у 10 томова
- Дневника ЖИВОЈИНА ПАВЛОВИЋА у 6 томова

Велику креативну енергију, ентузијазам и напор Бајић перманентно улаже у очување традиционалних, културних и историјских вредности српског народа из централне Србије и тамошњег српског села. Везан рођењем за село, у свом уметничком раду он се предано и са заносом бави традицијом, баштином и савременошћу српског села. Мимо сваке дневно-политичке околности Бајић не учествује у политичком животу. Својим резултатима у горенаведеним уметничким активностима, Бајић подржава концепт аутономности уметности у односу на политику. Уз снажну патриотску потпору он афирмише традиционалне, а често оспораване вредности српског народа, лепоту, традицију, човекољубље и породицу.
Веома предано се дуги низ година са својом породицом бави хуманитарним радом.
Од 2010. године Бајић је редовни члан Одбора за село Српске Академије наука и уметности.
Радош Бајић редовно пише за угледне дневне новине Политика и Блиц
Колумниста је дневних новина Политика где углавном пише о друштвеним темама.
Од 2012. године Бајић је редовни члан Одбора за село Српске Академије наука и уметности.
Ожењен је супругом Миленом. Има двоје деце, ћерку Јелену и сина Недељка, две унуке, Софију и Ленку и два унука, Александра и Филипа. 
Бајић живи у Београду и родном селу Медвеђи код Трстеника.
Године 2018. додељена му је Награда Павле Вуисић за животно дело.
Биће члан жирија на 46. Међународном филмском фестивалу у Москви, на позив Никите Михалкова.
Објавио је монографију „Радош - мој живот, моја прича”.

## Награде и признања
- Златна пилотска значка РВО Војске Југославије за улогу Далибора у филму Партизанска ескадрила — 1979 година
- Златна значка Културно-Просветне заједнице Србије — 1981. године
- Велика Повеља за мушку улогу у филму Дезертер, на Фестивалу глумачких остварења у Нишу — 1992. године
- Награда за глумачки пар године ОН и ОНА (Љ. Стјепановић и Р. Бајић) на Фестивалу глумачких остварења у Нишу-августа 2008. године.
- Награда Привредне Коморе Србије — Менаџер године за филмску и телевизијску продукцију (аутору Р. Бајићу), Београд-јануар 2009. године.
- Награда Компаније НОВОСТИ За Најбољу ТВ Серију у 2008. години, Београд, фебруар 2009. године.
- Награда ЗЛАТНИ ЋУРАН — Фестивал комедије у Јагодини, за врхунске резултате у стваралаштву на ТВ медију (аутору Р. Бајићу) март 2009. године.
- Награда ОСКАР ПОПУЛАРНОСТИ за најгледанију ТВ серију „Село гори а баба се чешља” у 2008. години, Београд, март 2009. године.
- Награда ЗА ЖИВОТНО ДЕЛО (аутору Р. Бајићу) — Фестивал сатире и карикатуре Крушевац — април 2009. године.
- Награда за најбоље и врхунске резултате из области КУЛТУРЕ И СТВАРАЛАШТВА — ТВ МЕДИЈИ, — КАРИЋ ФОНДАЦИЈЕ — мај 2009. године.
- Награда ТВ НОВОСТИ за најгледанију серију „Село гори а баба се чешља” у 2009. години
- Вукова награда, за значајан допринос у култури и уметности — 2009 година.
- ДРУШТВО СРПСКИХ ДОМАЋИНА доделило је Радошу Бајићу повељу за значајан допринос у култури српског народа — 2010. Години
- Награда ОСКАР ПОПУЛАРНОСТИ за најгледанију ТВ серију „Село гори а баба се чешља” у 2010. години, Београд, март 2009. године.
- Награда за глумачки пар године ОН и ОНА (Љ. Степановић и Р. Бајић) на Фестивалу глумачких остварења у Нишу — август 2011. године.
- ОРДЕН СВЕТОГ ВЛАДИКЕ НИКОЛАЈА — март 2012. године.
- ВЕЛИКА ГРАМАТА СРПСКЕ ПРАВОСЛАВНЕ ЦРКВЕ, Јун 2012. године — Епархије Крушевачка.
- Награда за НАЈБОЉУ ТВ СЕРИЈУ СВИХ ВРЕМЕНА / Фестивал ТВ серија — октобар 2012. године.
- ЛИЧНОСТ ГОДИНЕ 2012 — новембар 2012. Фонд Принцезе Катарине и часопис ХЕЛОУ
- ПОВЕЉА УДРУЖЕЊА ДРАМСКИХ ПИСАЦА СРБИЈЕ за серију РАВНА ГОРА — јануар 2013. године.
- Орден ЈУГОСЛОВЕНСКЕ КРУНЕ ТРЕЋЕГ СТЕПЕНА - МАРТ 2014. Одликовање од Принца Карађорђевића
- Награда за најбољу ТВ серију - Федес 2015 године
- СТАТУЕТА СЛОБОДЕ, награда за најбољу мушку улогу у филму "БРАЋА ПО БАБИНЕ ЛИНИЈЕ" на Филмском фестивалу Сопот, јул 2016.г
- Воља чини ћуда - Награда за укупно стваралаштво - Вршац, април 2017 године
- Орден Светог владике Николаја српског за велику љубав показану према својој цркви и допринос у очувању моралних вриједности и хришћанске традиције српског народа, кроз ТВ серију и књигу о српском селу.[7] Одликовао га је епископ шабачки Лаврентије 29. марта 2012. у Шапцу.[8]
- Орден Светог Саве другог степена — одликовала га је Српска православна црква фебруара 2013. године.[9]
- Орден Круне, III степена — одликовао га је  Принц Александар II Карађорђевић марта 2015. године.[10]
- Награда за животно дело "ПАВЛЕ ВУИСИЋ" - Филмски сусрети Ниш 2018 године
- Национално признање за врхунски допринос у култури Србије  -  фебруар 2023. год.
- Награда „Беловодска розета”, за врхунске резултате у области културе, јул 2023, Бела Вода код Крушевца.[11]

## Филмографија
| Год.       | Назив                             | Улога                       |
| ---------- | --------------------------------- | --------------------------- |
| 1970-е     |                                   |                             |
| 1975.      | Синови                            | Фудбалер                    |
| 1975.      | Ђавоље мердевине                  |                             |
| 1975.      | Сарајевски атентат                | Недељко Чабриновић          |
| 1976.      | Деца расту ноћу                   | Богдан                      |
| 1976.      | Врхови Зеленгоре                  | Ненад                       |
| 1977.      | Бештије                           | Анђелко                     |
| 1978.      | Господарев зет (ТВ)               |                             |
| 1978.      | Стићи пре свитања                 | Милош Јовановић             |
| 1979.      | Партизанска ескадрила             | Далибор                     |
| 1979.      | Радио Вихор зове Анђелију         |                             |
| 1979.      | Освајање слободе                  | Милан Достанић „Свирац”     |
| 1980-е     |                                   |                             |
| 1980.      | Драги мој Миловане Данојлићу      |                             |
| 1981.      | Жеђ                               |                             |
| 1982.      | Настојање                         | Станко                      |
| 1982.      | Венеријанска раја                 | Симић                       |
| 1982.      | Кројачи џинса                     | Чеда                        |
| 1982.      | Лед                               |                             |
| 1982.      | Сабињанке                         | Ралф Нелзон, убица служавке |
| 1983.      | Маховина на асфалту               | учитељ                      |
| 1983.      | Бановић Страхиња                  | Бошко Југовић               |
| 1984.      | Ој, Мораво (ТВ)                   | Наратор                     |
| 1984.      | Седефна ружа                      |                             |
| 1984.      | Откос                             | Добривоје Кркић             |
| 1985.      | Двоструки удар                    | Стале                       |
| 1985.      | Црвена барака                     | немачки наредник            |
| 1986.      | Секула и његове жене              | Секула                      |
| 1987.      | Луталица                          | Дуле — шеф оркестра         |
| 1987.      | Waitapu                           | Спира                       |
| 1987.      | Увек спремне жене                 | Брашарац                    |
| 1987.      | На путу за Катангу                | Јова                        |
| 1988.      | Сунцокрети                        | наставник математике        |
| 1988.      | Ванбрачна путовања                | Фарук                       |
| 1987−1988. | Вук Караџић                       | Сима Милутиновић Сарајлија  |
| 1988.      | Ортаци                            | Спасоје Киковић „Кики”      |
| 1989.      | Пет хиљада метара са препрекама   |                             |
| 1990-е     |                                   |                             |
| 1990.      | Солунци говоре                    |                             |
| 1990.      | Покојник                          | Полицијски агент            |
| 1990.      | Свето место                       | Спира                       |
| 1991.      | Секула се опет жени               | Секула                      |
| 1991.      | Смрт госпође Министарке           | пуковник                    |
| 1992.      | Први пут с оцем на јутрење        | кум Илија                   |
| 1992.      | Дезертер                          | Алекса                      |
| 1993.      | Нападач                           | Уредник на телевизији       |
| 1995.      | Трећа срећа                       | Секула/Драгољуб             |
| 1999.      | Бело одело                        | власник стриптиз-бара       |
| 2000-е     |                                   |                             |
| 2002.      | Држава мртвих                     | Полицијски командир         |
| 2009.      | Село гори... и тако               | Радашин                     |
| 2010-е     |                                   |                             |
| 2007−2017. | Село гори, а баба се чешља        | Радашин                     |
| 2011.      | Нова Година у Петловцу            | Радашин                     |
| 2012.      | Лед                               | Стари Миливоје              |
| 2016.      | Браћа по бабине линије            | Радашин                     |
| 2018.      | Заспанка за војнике               | Богдан Јаковљевић           |
| 2018.      | Убице мог оца                     | Мирков таст                 |
| 2018−2019. | Шифра Деспот                      | Јово Агбаба                 |
| 2017−2019. | Пси лају, ветар носи              | Гладиола                    |
| 2019.      | Заспанка за војнике (мини серија) | Богдан Јаковљевић           |
| 2019-2020. | Преживети Београд                 | Ружицин деда                |
| 2021.      | Азбука нашег живота               | Стеван, Урошев отац         |
| 2017−2022. | Српски јунаци средњег века        | наратор                     |
| 2023.      | Хероји Халијарда                  | Гојко Луди                  |
| 2023.      | Посета (серија)                   |                             |
| 2024.      | Ваздушни мост                     | Гојко Луди                  |
| 2026.      | Чувар иконе светог Ђорђа          | Станоје Рељић               |